# Atelodesmis piperita
Atelodesmis piperita är en skalbaggsart som beskrevs av Bates 1885. Atelodesmis piperita ingår i släktet Atelodesmis och familjen långhorningar.
Artens utbredningsområde är Costa Rica. Inga underarter finns listade.